# 갤럭시 포스
《갤럭시 포스》는 세가가 개발한 1988년 우주 전투 시뮬레이션 아케이드 게임이다. 세가 Y 보드 기판으로 개발돼, 《스페이스 해리어》, 《애프터 버너》, 《썬더 블레이드》같은 세가 슈퍼 스케일러 게임들처럼 게임 내 조종에 따라 움직이는 모션 시뮬레이터 콕핏 아케이드 캐비넷과 함께 발매됐다.
《갤럭시 포스》에서 플레이어는 우주 기체 TRY-Z를 이용해 제4제국의 은하 침공을 저지하는 것을 목표로 하며, 게임 내 등장하는 장애물과 발사체를 피하며 레이저나 미사일로 적들을 격투할 수 있다. 기체에는 연료로 사용해 시간이 흐를수록 감소하는 에너지 미터가 있으며, 이것이 0이 되어 게임 오버가 되기 전에 스테이지를 돌파해야한다.
훗날 세가 AM1을 형성하는 세가의 개발자들이 제작한 게임으로, 《갤럭시 포스》에 나타나는 다수의 스프라이트와 미려한 배경을 통해 세가 Y 아케이드 기판의 성능을 뽐냈다. 음악은 《썬더 블레이드》에 작업했던 나마키 코이치와 하야시 카츠히로가 담당했다. 《갤럭시 포스》의 캐비넷은 3종류로 출시됐는데, 상우 모니터를 사용하는 표준 캐비넷, 기초적인 모션 인식 콕핏이 달린 '디럭스' 캐비넷, 그리고 기체 모델에 플레이어가 직접 앉아 게임을 하는 '슈퍼 디럭스' 캐비넷이 존재한다.
아케이드판 《갤럭시 포스》는 두 가지 버전이 존재하는데, 처음에 발매한 《갤럭시 포스》의 출시 두 달 후, 스테이지 2개와 다양한 기능을 추가한 개선판 《갤럭시 포스 II》가 있다. 이후 세가 마스터 시스템, 메가 드라이브, 코모도어 64를 비롯한 가정용 이식판은 모두 《갤럭시 포스 II》에 기반했다.

## 개발
《갤럭시 포스》는 《아웃런》과 《스페이스 해리어》를 포함한 세가의 '슈퍼 스케일러' 아케이드 게임 시리즈의 하나로, 세가 Y 보드 기판의 성능을 활용해 2D 그래픽으로 유사 3D 환경을 구성했다.

## 참조

### 내용주
1. ↑  영어: Galaxy Force, 일본어: ギャラクシーフォース